# 角井氏
角井氏(つのいし）は、日本の氏族。氷川神社の神主であった角井家が著名。

## 他の角井氏の出自
・角の水を汲む地形からおこったもの。
・神奈川県横須賀市走水では三重県伊勢市の伊勢神宮にお伊勢参りに行った際、角の家だったことにより神主から賜ったと伝わる。推定では江戸時代。
・埼玉県さいたま市大宮区高鼻町の氷川神社の神主が角井だった。角井から派生した、東角井、西角井という名字もある。
・富山県では江戸時代に武士の話し相手、警護役だった住民が武士を囲むように見える「お囲いさん」の呼称により「囲い」が角井となったと伝わる。
・宮崎県えびの市上江では鹿児島県南さつま市加世田の出で、栫姓だったのではないかと伝わる。伝承からの推定では江戸時代末期。
・神奈川県横浜市南区の日枝神社の宮司の角井氏。元禄13年(1700年)に角井式部尉藤原重勝が初代神主となり、現在も続いている。発音はカクイ。

### 地名
・島根県益田市須子町角井。(鎌倉時代から記録あり。)
・島根県飯石郡飯南町角井。(江戸時代から記録あり。)
・京都府京都市。(江戸時代から記録あり。)

## 読み方
ツノイ、カクイ、カドイ、スミイ　など。